# Juro Surowin
Juro Surowin, vlastním jménem Georg Julius Justus Sauerwein (15. ledna 1831 Hannover – 16. prosince 1904 Kristiania, dnes Oslo) byl německý publicista, jazykovědec a humanista, který se za německého císařství stal ochranitelem menšinových jazyků – dolnolužičtiny v braniborské Dolní Lužici a litevštiny ve východpruské Malé Litvě. Psal ve 30 a hovořil 62 jazyky. V různé míře znal na 200 různých jazyků a dialektů.

## Životopis
Jeho otec byl luteránský pastor v Hannoveru. V letech 1843–1848 navštěvoval mladý Sauerwein gymnázium a v 17 letech začal studovat na univerzitě v Göttingenu lingvistiku a teologii. Svá studia však v roce 1851 předčasně ukončil, aniž dosáhl akademického titulu. Ve svých 24 letech vydal anglicko-turecký slovník. V roce 1873 obdržel čestný doktorát univerzity v Göttingenu.
V letech 1852–1860 se živil jako soukromý učitel. Nejprve ve Walesu, kde seznámení s velšskou kulturou a britským pojetím svobody ovlivnilo jeho budoucí zaměření na kulturní a výchovnou činnost. Roku 1857 získal místo soukromého učitele princezny Alžběty zu Wied, jež se později stala rumunskou královnou.
Později si vydělával jako jazykový poradce v Britské a zahraniční biblické společnosti. V letech 1857–1896 pro ni kontroloval a upravoval tucet překladů a překládal části Starého zákona do malgaštiny a Evangelium podle Jana do kabylštiny.